# 罗刹皮卡 (阿拉巴马州)
罗刹皮卡（英語：Loachapoka），是美国阿拉巴马州下属的一座城市。面积约为1.14平方英里（约合2.94平方公里）。根据2010年美国人口普查，该市有人口180人，人口密度为158.59/平方英里（约合61.22/平方公里）。